# Palais Carmi
Pour les articles homonymes, voir Carmi.
Le Palazzo Carmi est un bâtiment néoclassique situé 43 rue Farini à Parme.

## Histoire
Le palais a été construit sur le site de bâtiments préexistants à stratification complexe, datant de la fin du Moyen Âge et du XVIe siècle, entre 1828 et 1832. Il a été conçu par l'architecte de Plaisance, Paolo Gazola qui avait construit quelques années auparavant à San Pancrazio Parmense la villa néoclassique Levi-Tedeschi ; pour la façade principale, Gazola a probablement été inspiré par celle du Palazzo Dazzi, construit pour le marquis Gian Francesco Corradi Cervi entre 1794 et 1797 par l'architecte parmesan Domenico Cossetti.
À la fin du XXe siècle, l'imposant bâtiment a été entièrement rénové et divisé en appartements de luxe.

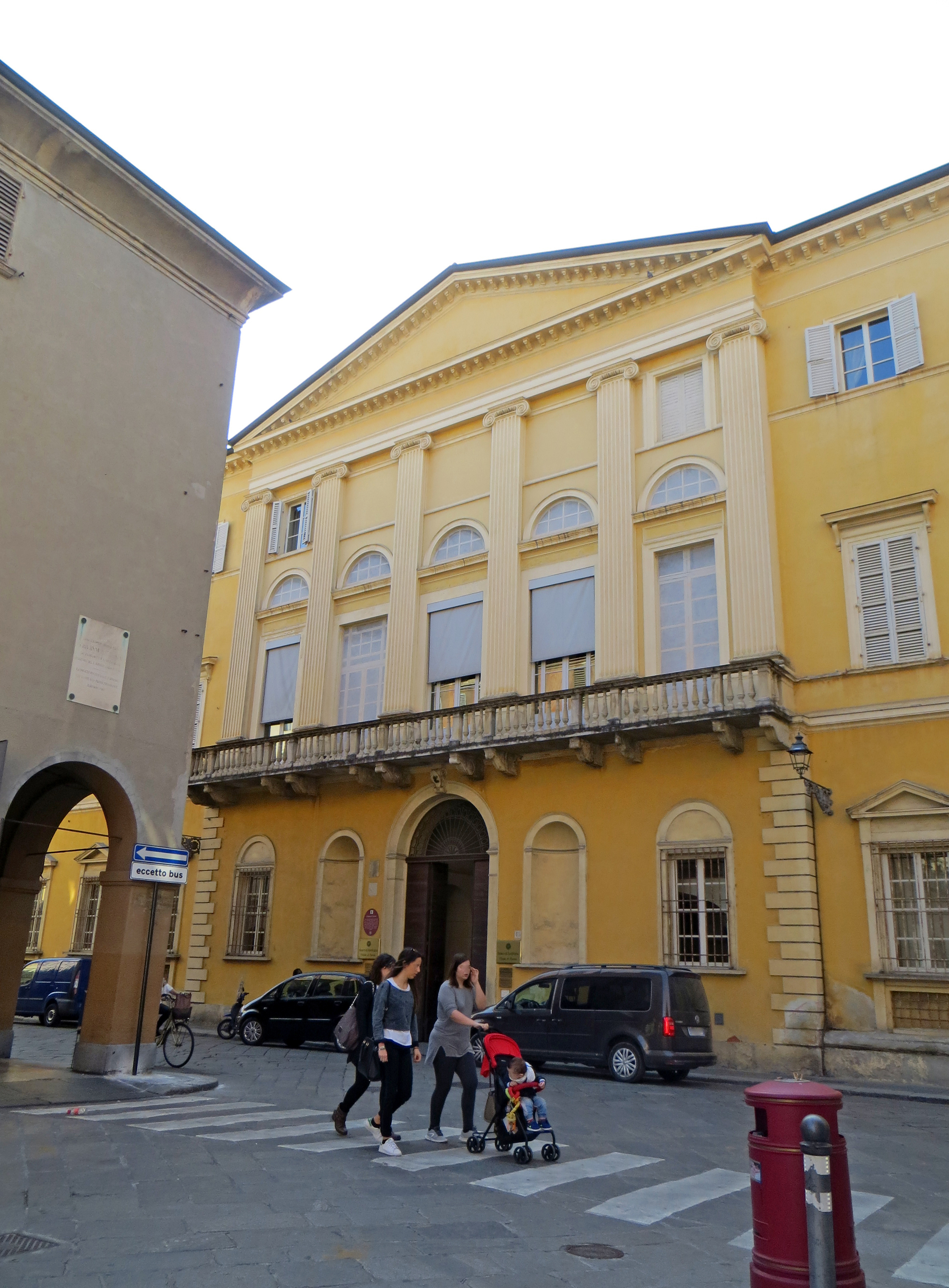
Corps central de la façade